# Windmühle Strängnäs
Die Windmühle Strängnäs ist eine sechsflüglige Holländerwindmühle in Strängnäs, Schweden, aus dem Jahre 1855 und ist ein ausgewiesenes Baudenkmal (Byggnadsminne) der Region Södermanlands län.

## Geschichte

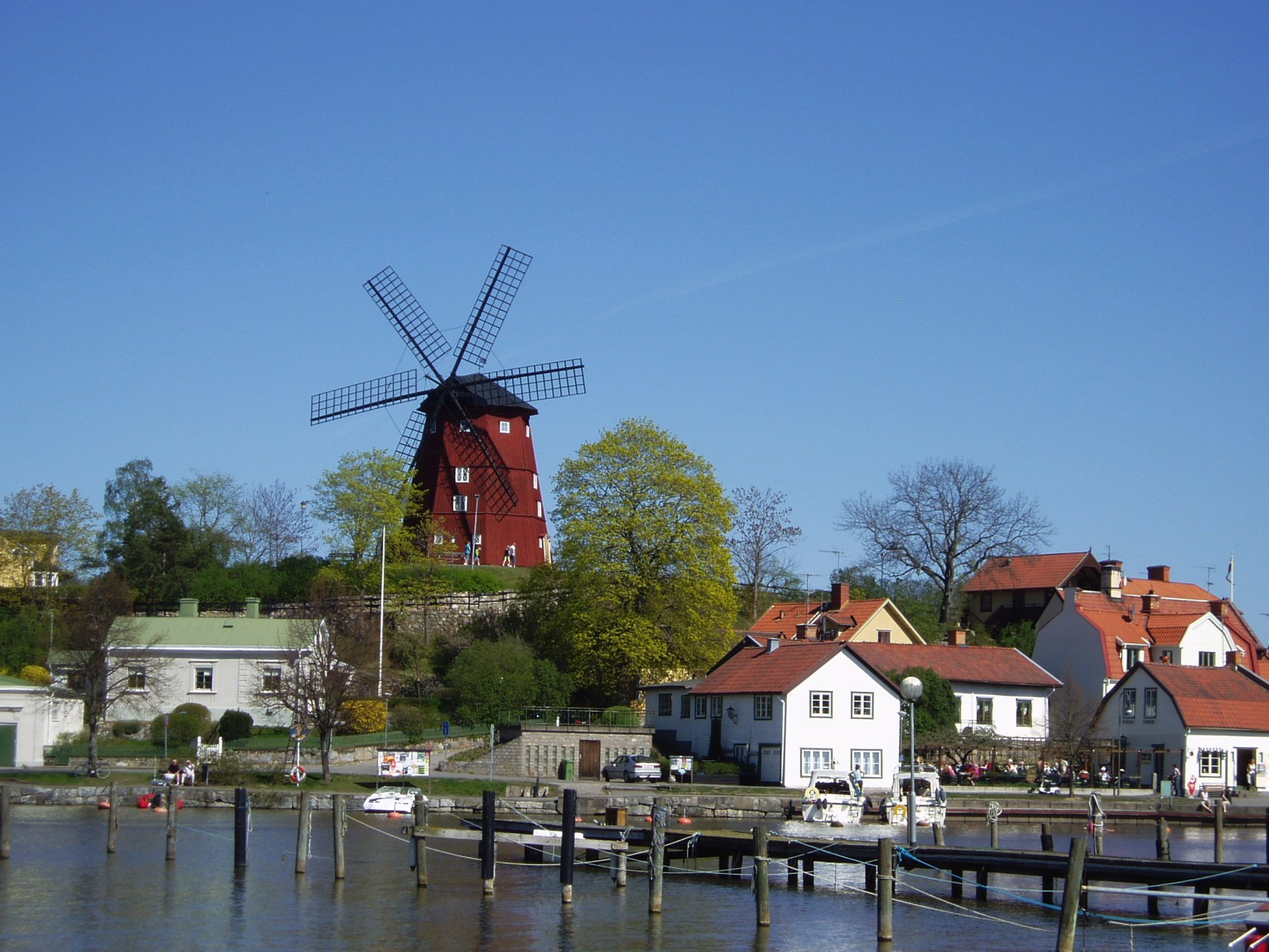
Die Windmühle, von Westen gesehen, überblickt Hafen und Stadt Strängnäs

Die erste Mühle im Ort wurde um 1630 erbaut, da das neue Zunftsystem von 1629 den Strängnäsern nicht weiter die Benutzung von Handmühlen erlaubte. Der Bürgermeister holte dazu vom schwedischen Hof die Erlaubnis zum Bau einer Windmühle ein. Die Mühle verfiel bereits in den 1660er Jahren. Diese Mühlen waren oft einfach zusammengefügt, besaßen nicht die hohe Qualität moderner Mühlen und meist kein Steinfundament. Der Stockholmer Müller Olof Nilsson baute um 1665 eine neue Windmühle. Aus nicht bekannten Gründen musste Bürgermeister Johan Berelius bereits 1687–1688 eine neue Windmühle errichten lassen. Vom Mahlerlös führte er Geld für die Armen ab und wurde für seinen Einsatz im Amt später als Stierneroos geadelt. 
Nach mehr als 150 Jahren war auch diese Mühle so reparaturanfällig, dass ihr letzter Müller Haglund sie mit Grundstück und Nebengebäuden 1847 an den Ratsherren A. V. Halling und den Kaufmann Nils Adolf Rydberg veräußerte. Diese ließen die alte Mühle von 1688 mit Wohnhaus und Schuppen niederreißen und die heutige Mühle auf dem Hügel errichten. Die in die Wetterfahne eingestanzten Initialen „A. H.“ und die Jahreszahl „1855“ erinnern daran. 
Am 1. April 1918 verkaufte die letzte Eignerin Mathilda Karlsson die Windmühle mit Nebengebäuden zu einem Preis von SK 40.000 an die Stadt. Ihr ältester Sohn Erland Karlsson pachtete und betrieb die Mühle dann bis um 1930, nach anderen Quellen (siehe schwedische Seite) einige Jahrzehnte. Ein 30-PS-Elektromotor wurde 1922 im Eingangsboden zur Elektrifizierung der Mühle installiert. 1950, 1957 und 2012 fanden umfangreiche Restaurierungen und Reparaturen statt, sodass sie heute noch windmahlfähig ist, aus Sicherheitsgründen jedoch nicht in Betrieb gesetzt wird. Sie ist neben dem Strängnäser Dom das Wahrzeichen der Stadt.

## Beschreibung
Die Mühle von Strängnäs steht weithin sichtbar auf dem Mühlenhügel (schwed.: kvarnkull(en) - (der) Mühlenhügel) nahe dem Hafen von Strängnäs am Mälarsee auf einer kleinen Landzunge. Sie ist die größte Mühle mit sechs Flügeln in Schweden. Das Mühlgebäude mit einer Kappenhöhe von 14,5 m und unterem Durchmesser von 10,5 m ist auf einem Steinsockel errichtet, hat gerade, nicht konkave, außen gerippte rote Seitenwände aus Holz, als sechskantiger Pyramidenstumpf auf einer Holzrahmenkonstruktion befestigt. Die sehr flache, drehbare Kappe ist mit einem zwölfseitigen (dodekagonalen), schwarzgeteerten, flachen Zeltdach abgedeckt, eine in Schweden typisch Bauart. Sie besitzt ein Innenkrühwerk, das infolge der sehr niedrigen Kappe vom Schüttboden unterhalb des Kappenbodens aus mit einer Haspel, in einer die Kappe führenden Spindel über Zahnradübersetzungen betätigt wird. Daneben ist das Bremsseil angebracht. Das sechsfache Flügelkreuz mit nach vorne verlängerter Achse zur Aufnahme der zusätzlichen Stabilisierungsspannseile der sechs Segelgatterflügel hat eine Flucht (Durchmesser) von 21,5 m. Es treibt vier Mühlsteinpaare an, die Antriebsmechanik ist außer Flügelwelle, Kammrad und Obenbunkler weitgehend aus Holz. Die Mühle verfügt über fünf Böden (botten): Eingangsboden, Mehlboden (Mehlabfüllung), Steinboden (Kornvermalung), Schüttboden/ Aufzugsboden (Aufheißen und Einfüllen der Kornsäcke) und den sehr niedrigen Kappenboden, der nur zu Wartungsarbeiten betreten werden braucht. Der Zugang zu den Böden erfolgt über Holzleitern. Die Kornsäcke wurden bis in den Steinboden getragen, um von dort erst per Aufzug in den Schüttboden transportiert zu werden. Die gefüllten Mehlsäcke gelangten auf den Schultern der Mühlknechte vom Mehlboden zum Eingangsboden für den Abtransport. Um die Mühle lief früher ein galerieartiger Steg auf Stelzen knapp unterhalb der unteren Fensterreihe, die sogenannte „Segelbrücke“ (schwed. „segelbryggan“), die dem Müller zum Segelsetzen diente. Später war es auch Be- und Entladestelle für die Säcke. Damit die Pferde nicht scheuten, mussten sie wegen des sich drehenden Flügelrades leeseitig geführt werden. Ein Schwarzweißfoto von 1911 zeigt die Windmühle in Strängnäs in Betrieb, mit dem umlaufenden Steg.

### Mühlendaten
- Kappenhöhe: 14,5 m (48 ft)
- Höhe der Kappe in der Mitte: 2,8 m (9,2 ft)
- Gesamthöhe: 23 m (77 ft)
- Spannweite der Mühlenflügel (Durchmesser/Flucht): 21,5 m (71 ft)
- Gewicht des fünffachen Flügelkreuzes: ~ 1,8 t
- Kammraddurchmesser: 2 m (6,6 ft)
- Basisaußenweite: 10 m (33 ft)
- Mahlgänge: 4